# Friderik Born
Friderik Born, nemški podjetnik judovskega rodu, lastnik rudnika živega srebra v Podljubelju, * 25. junij 1873, Berlin, † 5. februar 1944 Mauthausen.
Friderik Born je podedoval rudnik pri Sv. Ani, danes Podljubelj, po očetu Juliju Bornu, ki ga je še nekaj časa izkoriščal, vendar ga je moral zaradi siromašne rude 1902 zapreti.
Po okupaciji Jugoslavije so nacisti Friderika, kakor tudi vse ostale Borne, zaprli. Umrl je v koncentracijskem taborišču Mauthausen.

## Glejtudi
- Planina Prevala

1. ↑  http://www.naizlet.si/bornova-pot/